# هری لاج
هری لاج (انگلیسی: Harry Lodge؛ زادهٔ ۲۳ سپتامبر ۱۹۶۷) دوچرخه‌سوار اهل بریتانیا است. وی در بازی‌های المپیک تابستانی ۱۹۸۸ شرکت کرده است.